# XETRA

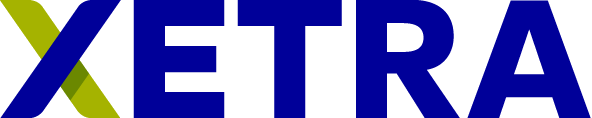
Xetra Logo

Xetra (Exchange Electronic Trading) – system elektronicznego handlu papierami wartościowymi.
System oparty został na bazie programu stworzonego dla Frankfurckiej Giełdy Papierów Wartościowych. Po raz pierwszy został użyty w listopadzie 1997, jest obsługiwany przez Deutsche Börse. Za pomocą systemu Xetra obliczanych jest ponad 90% wartości indeksów akcji DAX.
Pomysł i realizacja systemu zostały zrealizowane przy współpracy Accenture i Deutsche Börse Systems (Dział technologii Deutsche Börse). Program oparty jest na Eurex System, który został zaprojektowany i zbudowany przez Deutsche Börse Systems.
System Xetra został wdrożony również na irlandzkiej giełdzie papierów wartościowych (jako ISE XETRA), Wiedeńskiej Giełdzie Papierów Wartościowych, Budapeszteńskiej Giełdzie Papierów Wartościowych oraz na Europejskiej Giełdzie Energii.